# Sun Ra
Herman Poole Blount ou Le Sony'r Ra - (Birmingham, Alabama, 22 de Maio de 1914 - Birmingham, Alabama, 30 de Maio de 1993) foi um compositor de jazz, bandleader, pianista, poeta e filósofo conhecido por sua "filosofia cósmica", composições musicais e performances.
Ele ficou conhecido por diversos nomes ao longo de sua carreira, incluindo Le Sonra e Sonny Lee e negou sua conexão com seu nome de nascimento. "Esta é uma pessoa imaginária, nunca existiu... Outro nome que eu use do que Ra é um pseudônimo". Ele abandonou seu nome de nascença e adotou o nome e a personalidade de Sun Ra (Ra sendo o deus na mitologia egípcia). A expressão "Sun Ra" pode ser entendida como "Ra, o Sol", uma vez que esta é a caracterização do Ra egípcio. Alegando ser o "Anjo da Raça" e não da Terra, mas de Saturno, Sun Ra desenvolveu uma personalidade complexa de filosofias "cósmicas" e poesia lírica que o fizeram um pioneiro no afrofuturismo. Ele pregava a "consciência" e a paz sobre todos.